# Pavonia triloba
Pavonia triloba är en malvaväxtart som beskrevs av Jean Baptiste Antoine Guillemin och Perr.. Pavonia triloba ingår i släktet påfågelsmalvor, och familjen malvaväxter. Inga underarter finns listade i Catalogue of Life.